# Пяллу
Пя́ллу (эст. Pällu) — деревня на севере Эстонии в волости Сауэ уезда Харьюмаа. На севере и западе деревня граничит с Туула, на юго-западе с Кабила, на юге с Муузика, на востоке с Ээсмяэ. В 2012 году население деревни составляло 84 человека.
В деревне находится мыза XIX века Пяллу — побочная мыза рыцарской мызы Туула.
Из археологических объектов, на территории деревни находятся открытые Мати Манделем культовый камень и кладбище «Сурнумяги».

## Население
| 2005 | 2006 | 2007 | 2008 | 2009 | 2010 | 2011 | 2012 |
| ---- | ---- | ---- | ---- | ---- | ---- | ---- | ---- |
| 59   | ↘ 58 | ↗ 64 | ↗ 65 | ↘ 63 | ↗ 66 | ↗ 74 | ↗ 84 |

## Транспорт
В Пяллу останавливается рейсовый пригородный автобус №133 Кейла—Лехету, коммерческий рейсовый автобус №256 Таллин—Турба и междугородний автобус №727 Таллин—Хаапсалу.